# Panurgopsis nigriseta
Panurgopsis nigriseta är en tvåvingeart som beskrevs av Mario Bezzi 1928. Panurgopsis nigriseta ingår i släktet Panurgopsis och familjen lövflugor.
Artens utbredningsområde är Fiji. Inga underarter finns listade i Catalogue of Life.